# Bezoldhütte
Die Bezoldhütte ist eine Schutzhütte auf dem Gipfel des Toten Mannes in den Berchtesgadener Alpen auf 1391 m ü. NHN. Die nach Gustav von Bezold benannte und von ihm initiierte unbewirtschaftete Unterstandshütte ist heute Eigentum der Gemeinde Ramsau bei Berchtesgaden und liegt in ihrem Gemeindegebiet. 

## Geschichte
Die Hütte wurde 1883 auf Initiative Gustav von Bezolds für rund 58 Mark als kleiner Unterstand erbaut und nach ihm benannt. Bereits 1884 wurde der Unterstand wetterfest ausgebaut und 1890 renoviert. 1912 wird für 150 Mark eine neue Unterstandshütte errichtet. Die Sektion Berchtesgaden des Deutschen und Österreichischen Alpenvereins gab 1947 die Hütte an den Verkehrsverein Ramsau ab, welcher im darauffolgenden Jahr eine neue Hütte errichtete. 1983 erfolgte eine Sanierung durch die Gemeinde Ramsau bei Berchtesgaden als neue Eigentümerin der Hütte unter Mithilfe der Sektion Berchtesgaden sowie 2008 zum 125-jährigen Hüttenjubiläum, bei der sich die Gemeinde, die Sektion Berchtesgaden, der Tourismusverein Ramsau und der Arbeitskreis Tourismus Ramsau die Kosten teilten.

## Lage und Zugang
Die Bezoldhütte befindet sich am Gipfel des Toten Mannes, einem südlichen Ausläufer des Lattengebirges in den Berchtesgadener Alpen. Sie liegt auf dem Gebiet der Gnotschaft Schwarzeck im oberbayerischen Bergsteigerdorf Ramsau. 
Zur Hütte führt von Hochschwarzeck ein für den öffentlichen Kfz-Verkehr gesperrter Forstweg und die letzten Meter zur Hütte ein Fußweg. Ebenfalls von Hochschwarzeck führt die Hirscheckbahn in etwa auf die Höhe der Hütte, die von der Bergstation aus in ca. 10 Minuten zu Fuß erreichbar ist. 